# Fächergleis

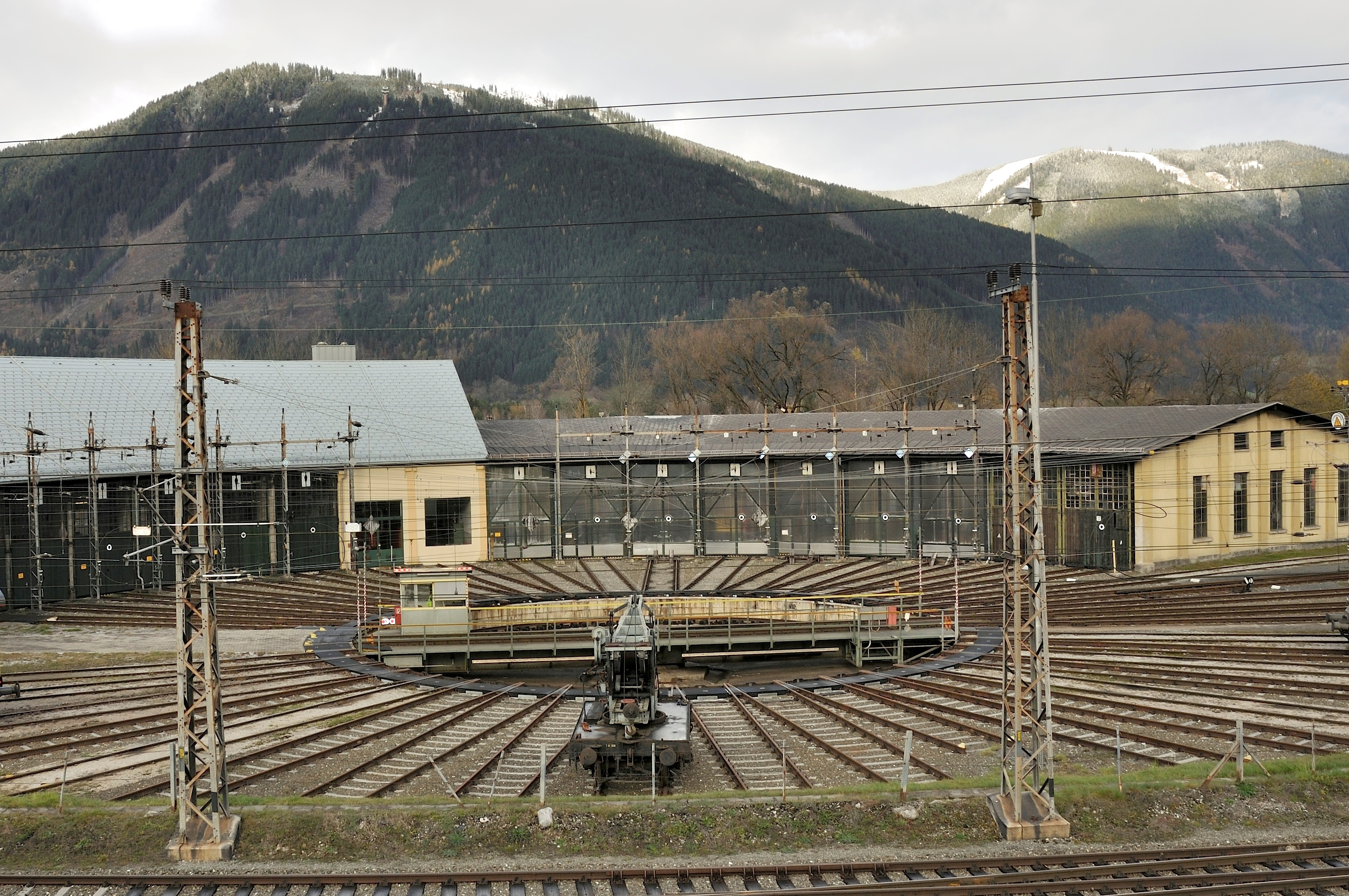
Rundlokschuppen im Bahnhof Selzthal mit voll umlaufendem Gleisfächer

Als Fächergleise oder Strahlengleise bezeichnet man bei Anlagen des Schienenverkehrs eine Anordnung von mehreren Gleisenden in der Weise, dass sie auf einen gemeinsamen zentralen Kreismittelpunkt gerichtet zulaufen. Diese Anordnung gleicht der geometrischen Form eines Fächers. Häufig anzutreffen ist diese strahlenförmige Gleisanordnung an den Drehscheiben von Ringlokschuppen, die sich im Schnittpunkt der Gleise befinden.

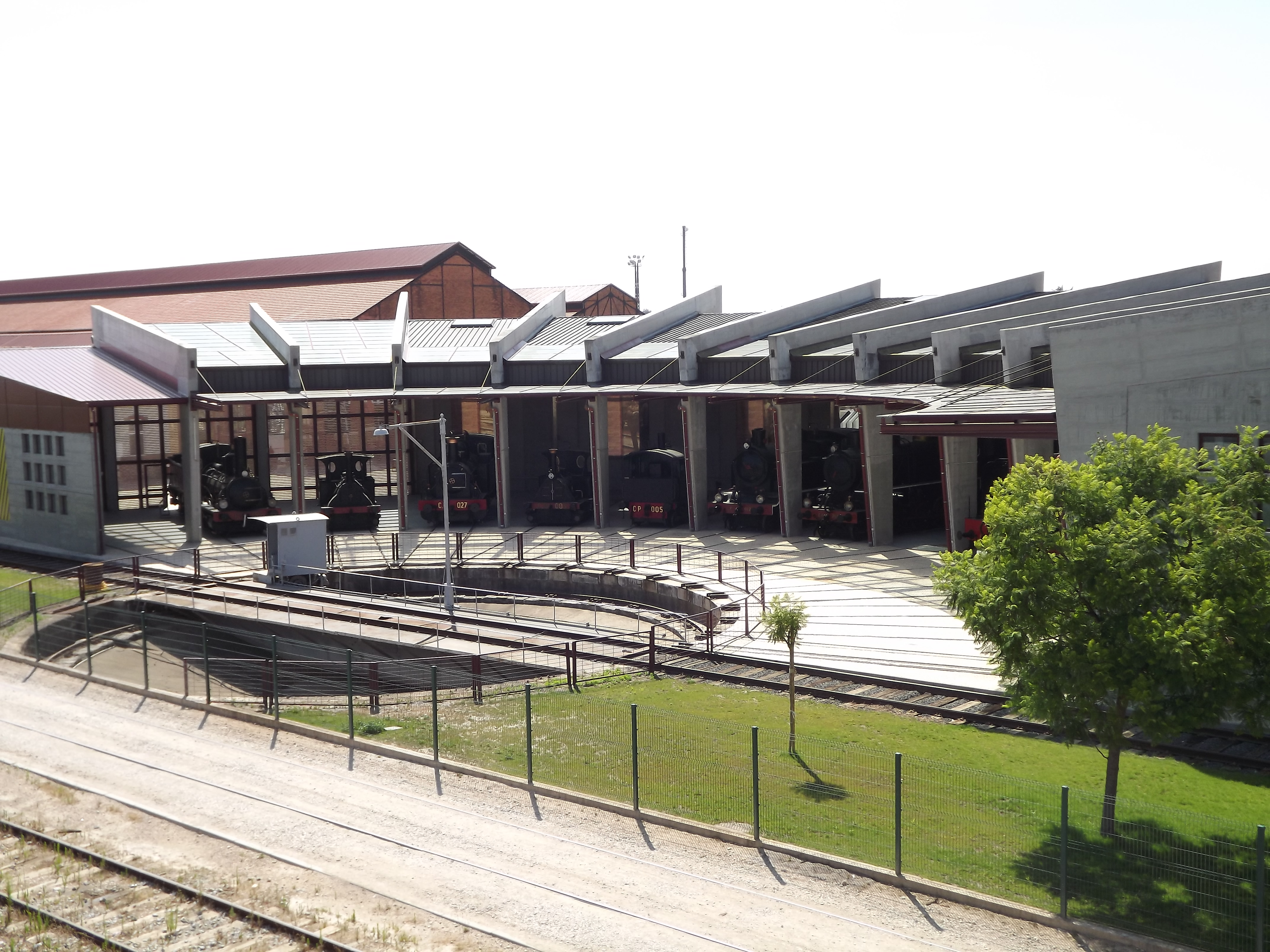
Lokschuppen mit Gleisfächer in annähernder Halbkreisform

Fächergleise unterscheiden sich von Gleisharfen, indem sie stumpf enden, während Gleisharfen parallel angeordnete „Einzelgleise sind, die sich wieder zu einem Gleis zusammenziehen“.